# Isoperla jamesae
Isoperla jamesae is een steenvlieg uit de familie Perlodidae. De wetenschappelijke naam van de soort is voor het eerst geldig gepubliceerd in 2010 door Grubbs & Szczytko.